# シウダーコンスティトゥシオン
シウダーコンスティトゥシオン（Ciudad Constitución）は、メキシコバハ・カリフォルニア・スル州の都市。人口は4万5888人（2019年）。州都のラパスから210 km北に位置している。鯨の繁殖地として有名なマグダレナ湾の玄関口となる都市である。

## 産業
農業（小麦、ひよこ豆、綿、アスパラガス、野菜）